# Philippe Drulhe
Philippe Drulhe, né le 30 juillet 1754 à Villefranche-de-Rouergue et mort le 30 janvier 1816 à Paris, est un homme politique français, dont l'activité s'exerce pendant la période de la Révolution.

## Biographie
En septembre 1792, alors qu'il est curé jureur de l'église Notre-Dame de Taur de Toulouse, Philippe Drulhe est élu député du département de la Haute-Garonne, le onzième sur douze, à la Convention nationale. 
Il siège sur les bancs de la Plaine. Lors du procès de Louis XVI, il vote la détention et se prononce en faveur de l'appel au peuple et du sursis à l'exécution. Il est absent lors du scrutin sur la mise en accusation de Jean-Paul Marat en avril 1793, et lors du scrutin sur le rétablissement de la Commission des Douze en mai. 
En brumaire an IV (octobre 1795), Drulhe est réélu député de la Haute-Garonne et siège au Conseil des Cinq-Cents.